# Diocèse de Kara
Le Diocèse de Kara (Dioecesis Karaensis) est une église particulière de l'Église catholique au Togo, dont le siège est à Kara dans la cathédrale Saint-Pierre-et-Saint-Paul de Kara.

## Évêques
- 1er juillet 1994 - 16 février 1996 : Mgr Ernest Patili Assi (de)
- 30 novembre 1996 - 7 janvier 2009 : Mgr Ignace Baguibassa Sambar-Talkena
- depuis le 7 janvier 2009 : Mgr Jacques Danka Longa (en)

## Territoire
Il comprend toute la région de la Kara.

## Histoire
Il est créé le 1er juillet 1994, par détachement du diocèse de Sokodé.

## Sources
- (en) Fiche du diocèse sur le site catholic-hierarchy.org
- (en) Fiche du diocèse sur le site gcatholic.org